# Stephen Harrap
Stephen Harrap (* 1952 in Portsmouth, England) ist ein deutsch-englischer Komponist, Dirigent, Pianist und Organist.

## Leben und Wirken
Harrap studierte Klavier, Dirigieren und Komposition an der Londoner Guildhall School of Musik and Drama sowie das Fach Oper am London Opera Center. Im Anschluss an das Studium kam 1976 eine erste Zusammenarbeit mit Hans Werner Henze am Royal Opera House London zustande.
1978 kam Harrap über seine Musikagentur an die Frankfurter Oper. In dieser Zeit arbeitete er unter anderem mit Michael Gielen, Ralf Weikert und Nikolaus Harnoncourt. 1982 wurde Harrap zweiter Kapellmeister am Landestheater Salzburg und am Mozarteumorchester. Lorin Maazel verpflichtete ihn 1984 als Pianist und Sänger für die Uraufführung von Luciano Berios Oper Un Re in ascolto bei den Salzburger Festspielen. Ab 1986 arbeitete er überwiegend in Italien, wo er Luciano Berio assistierte. 1992 kam er zurück nach Deutschland, wo er bis 1995 als stellvertretender Generalmusikdirektor am Opernhaus Mainz tätig war.
Nach einer erfolgreich abgelegten Kirchenmusikerprüfung im Erzbistum Köln nahm Harrap die Stelle als Kantor an der Stiftskirche in Kerpen an, die er bis zum Erreichen des Rentenalters innehatte.
Neben seiner Tätigkeit als Chorleiter der Bonn English Singers und seiner Lehrtätigkeit an der Kirchenmusikschule im Bistum Essen widmet sich Harrap heute verstärkt seinen Kompositionen.

## Auszeichnungen
2012 erhielt Harrap den Rhein-Erft-Kulturpreis.

## Werke (Auswahl)
- Ave verum corpus
- Veni creator spiritus[9]
- Mass for world peace
- Suite for Brass Quintet
- A hymn to God the Father[10]
- Sonate für Tuba, Harfe, Pauken, Marimba und Gongs[1]
- Six motets about the sea[11]